# Pontevico
Pontevico – miejscowość i gmina we Włoszech, w regionie Lombardia, w prowincji Brescia.
Według danych na rok 2004 gminę zamieszkiwało 6478 osób, 223,4 os./km².
W Pontevico urodził się Angelo Bagnasco, włoski duchowny katolicki, arcybiskup Genui, kardynał.